# 細鑽頰喉盤魚
細鑽頰喉盤魚，為輻鰭魚綱鱸形目喉盤魚亞目喉盤魚科的其中一種，被IUCN列為次級保育類動物，分布於地中海區，從亞德里亞海至尼斯海域，體長可達3公分，屬底棲性魚類，生活在海草生長的淺水域。
其种加词来源于拉丁文“gracilis”，意为“纤细的”。